# Myles Lewis-Skelly
Myles Anthony Lewis-Skelly (sinh ngày 26 tháng 9 năm 2006) là một cầu thủ bóng đá chuyên nghiệp người Anh chơi ở vị trí tiền vệ hoặc hậu vệ cánh trái cho câu lạc bộ Arsenal tại Premier League và đội tuyển bóng đá quốc gia Anh.

## Thiếu thời
Myles Anthony Lewis-Skelly sinh ngày 26 tháng 9 năm 2006, tại khu Southwark của Luân Đôn. Bố mẹ anh đều là người Anh gốc Caribe.
Trong thời gian học tại Học viện Arsenal, Lewis-Skelly vừa theo học tại Trường Aldenham ở Hertfordshire, chơi cho đội trường lẫn đội học viện.

## Sự nghiệp câu lạc bộ

### Arsenal
Myles Lewis-Skelly gia nhập học viện câu lạc bộ Arsenal tại Premier League khi mới 8 tuổi. Anh đã gắn bó thời gian tại học viện cùng với người bạn và đồng đội tương lai Ethan Nwaneri và cặp đôi này đã có trận ra mắt dưới 18 tuổi cùng nhau trong chiến thắng 6–1 trước Reading, trong đó cả hai cầu thủ đều ghi bàn.
Lewis-Skelly được ca ngợi vì màn trình diễn tuyệt vời của mình trong mùa giải FA Youth Cup 2022–23 của Arsenal, nơi đội đã lọt vào trận chung kết trước khi bị West Ham United đánh bại. Trong trận đấu vòng 5 diễn ra vào ngày 6 tháng 2 năm 2023, anh đã tỏa sáng ở vị trí tiền vệ phòng ngự khi Arsenal đánh bại Watford với tỷ số 4–2 trước khi đồng ý ký hợp đồng học bổng với câu lạc bộ. Trong khoảng thời gian đó, anh đã đủ điều kiện ký hợp đồng chuyên nghiệp.
Màn trình diễn của anh trong chiến thắng ở tứ kết trước Cambridge United đã nhận được lời khen ngợi của Jack Wilshere khi ông tuyên bố rằng Lewis-Skelly có khả năng làm những thứ ngoài tầm kiểm soát của ban huấn luyện. Trong trận bán kết với Manchester City, anh đã ghi bàn thắng quyết định ở phút cuối cùng của hiệp phụ để giúp Arsenal giành chiến thắng 2–1.
Vào ngày 5 tháng 10 năm 2023, Myles Lewis-Skelly đã ký hợp đồng chuyên nghiệp đầu tiên với câu lạc bộ. Anh đã chơi trận ra mắt cho câu lạc bộ vào ngày 22 tháng 9 năm 2024 trong trận hòa 2–2 trên sân khách trước Manchester City khi vào sân thay Jurriën Timber trong thời gian bù giờ hiệp hai và nhận thẻ vàng đầu tiên trong sự nghiệp ngay trong trận đấu đó. Vào ngày 25 tháng 1 năm 2025, Lewis-Skelly đã gây tranh cãi khi bị rút thẻ đỏ trực tiếp trong trận đấu với Wolverhampton Wanderers sau khi bị coi là đã phạm lỗi nghiêm trọng với Matt Doherty. Arsenal đã giành chiến thắng trận đấu với tỷ số 1–0 và án treo giò của anh đã được hủy bỏ 3 ngày sau đó.
Vào ngày 2 tháng 2 năm 2025, Lewis-Skelly đã ghi bàn thắng đầu tiên cho Arsenal trong chiến thắng 5–1 trước Manchester City tại Premier League.

## Sự nghiệp quốc tế
Cha mẹ của Lewis-Skelly đều là người Anh, và ông bà của anh có dòng máu Caribe (Barbados, Guyana, Jamaica và St. Lucia). Lewis-Skelly đủ điều kiện để đại diện cho cả Anh và Barbados tại đấu trường quốc tế. Trong sự nghiệp trẻ của mình với Arsenal, anh đã tập luyện với đội tuyển bóng đá quốc gia Barbados.
Vào ngày 6 tháng 9 năm 2023, Lewis-Skelly đã có trận ra mắt đội tuyển U-18 Anh trong trận thua 2–0 trước U-18 Pháp tại Limoges. Một tháng sau, vào ngày 2 tháng 11, anh được đưa vào đội tuyển Anh tham dự Giải vô địch bóng đá U-17 thế giới 2023.
Vào ngày 7 tháng 9 năm 2024, Lewis-Skelly đã có trận ra mắt đội tuyển U-19 Anh trong trận hòa 1–1 trên sân khách trước U-19 Croatia.

## Thống kê sự nghiệp
Tính đến 25 tháng 5 năm 2025
| Câu lạc bộ          | Mùa giải            | Giải đấu            | Giải đấu | Giải đấu | FA Cup | FA Cup | EFL Cup | EFL Cup | Châu lục | Châu lục | Khác | Khác | Tổng cộng | Tổng cộng |
| Câu lạc bộ          | Mùa giải            | Hạng đấu            | Trận     | Bàn      | Trận   | Bàn    | Trận    | Bàn     | Trận     | Bàn      | Trận | Bàn  | Trận      | Bàn       |
| ------------------- | ------------------- | ------------------- | -------- | -------- | ------ | ------ | ------- | ------- | -------- | -------- | ---- | ---- | --------- | --------- |
| U-21 Arsenal        | 2022–23             | —                   | —        | —        | —      | —      | —       | —       | —        | —        | 2    | 0    | 2         | 0         |
| U-21 Arsenal        | 2023–24             | —                   | —        | —        | —      | —      | —       | —       | —        | —        | 2    | 0    | 2         | 0         |
| U-21 Arsenal        | Tổng cộng           | Tổng cộng           | —        | —        | —      | —      | —       | —       | —        | —        | 4    | 0    | 4         | 0         |
| Arsenal             | 2024–25             | Premier League      | 23       | 1        | 1      | 0      | 5       | 0       | 10       | 0        | —    | —    | 39        | 1         |
| Tổng cộng sự nghiệp | Tổng cộng sự nghiệp | Tổng cộng sự nghiệp | 23       | 1        | 1      | 0      | 5       | 0       | 10       | 0        | 4    | 0    | 43        | 1         |

1. 1 2  Số lần ra sân tại EFL Trophy
2. ↑  Số lần ra sân tại UEFA Champions League

### Quốc tế
Tính đến 10 tháng 6 năm 2025
| Đội tuyển quốc gia | Năm       | Trận | Bàn |
| ------------------ | --------- | ---- | --- |
| Anh                | 2025      | 3    | 1   |
| Tổng cộng          | Tổng cộng | 3    | 1   |

Tính đến 10 tháng 6 năm 2025
Điểm số của đội tuyển Anh được liệt kê đầu tiên, cột điểm số cho biết điểm số sau mỗi bàn thắng của Lewis-Skelly
| No. | Ngày                | Địa điểm                            | Lần ra sân | Đối thủ | Bàn thắng | Kết quả | Giải đấu                      | Nguồn  |
| --- | ------------------- | ----------------------------------- | ---------- | ------- | --------- | ------- | ----------------------------- | ------ |
| 1   | 21 tháng 3 năm 2025 | Sân vận động Wembley, Luân Đôn, Anh | 1          | Albania | 1–0       | 2–0     | Vòng loại FIFA World Cup 2026 | [ 15 ] |

## Danh hiệu

### Câu lạc bộ
U-21 Arsenal
- Á quân FA Youth Cup: 2022–23